# Kira Iarmych
Kira Aleksandrovna Yarmysh ou Iarmych (en russe : Кира Александровна Ярмыш) est une personnalité publique et écrivaine russe née le 11 octobre 1989 à Rostov-sur-le-Don. Elle est l'ancienne attachée de presse et assistante du militant d'opposition Alexeï Navalny et l'autrice d'un roman en date de 2020.

## Biographie
Kira Iarmych est née à Rostov-sur-le-Don le 11 octobre 1989 dans une famille juive. En 2007, elle étudie le journalisme à l'Institut d'État des relations internationales de Moscou (MGIMO) à la suite d'une victoire lors d'une Olympiade, lui permettant d'accéder à cet établissement. Après l'obtention de son diplôme, elle travaille dans différents services de presse, celui du musée Pouchkine à Moscou et celui de la compagnie aérienne Utair. En 2013, elle prend part à la campagne électorale d'Alexeï Navalny, candidat lors de l'élection à la mairie de Moscou. En août 2014, elle devient l'attachée de presse de Navalny et de la Fondation anticorruption (FBK).
En 2017, Kira Iarmych coanime plusieurs éditions de l'émission Navalny 20:18 et fait des déclarations à l'encontre de la corruption en son nom. Elle publie notamment une vidéo dans laquelle elle affirme que Iouri Kovaltchouk, un proche de Vladimir Poutine, « possède toutes les chaînes de télévision » ; mais par la suite, elle reconnait avoir commis des erreurs dans la vidéo et la supprime.
En février 2018, Kira Iarmych est placée en détention pendant 5 jours pour un retweet qui « formait une opinion négative d'un autre candidat » lors de la campagne pour l'élection présidentielle russe,. En mai de la même année, un tribunal de Moscou ordonne sa détention administrative d'une durée de 25 jours pour des tweets publiés deux jours avant l'investiture de Vladimir Poutine, où elle écrit « Il n'est pas notre tsar »,,.
Le 21 janvier 2021, elle est interpellée par les autorités russes avec ses collaborateurs Lioubov Sobol et Gueorgui Albourov (en), pour avoir appelé à des rassemblements en soutien à Alexeï Navalny,,. Elle est emprisonnée pendant 9 jours, accusée d'avoir organisé des manifestations publiques sans en informer les autorités. Le 1er février 2021, Kira Iarmych est placée en résidence surveillée. L'organisation russe de défense des droits de l'homme, Memorial la reconnait comme prisonnière politique. En 2021, Kira Iarmych fuit la Russie après avoir été reconnue coupable d'incitation à des manifestations contre l'arrestation de Navalny.

## Activité littéraire
Le 26 octobre 2020, la maison d'édition russe Corpus publie le roman de Kira Iarmych intitulé Les invraisemblables événements dans la cellule pour femme numéro 3. L'héroïne principale du livre est une fille prénommée Anya, qui se retrouve emprisonnée dans un centre de détention après avoir participé à un rassemblement contre la corruption. Le livre est basé sur l'expérience personnelle de l'autrice. Alexeï Navalny a déclaré qu'il avait convaincu Kira Iarmych d'écrire le livre.
L'écrivain russe Dmitri Bykov qualifie Les invraisemblables événements dans la cellule pour femme numéro 3 de roman drôle et fascinant. Selon l'écrivain russe Boris Akounine, il s'agit d'un « livre très actuel »,,. La critique littéraire Galina Iouzefovitch qualifie le roman de « très personnel, profondément universel, très fascinant et vraiment actuel », caractérisant au niveau métaphorique la nature de la relation entre l'homme et l'État dans la Russie de Poutine.

## Vie privée
Kira Iarmych se marie avec Rouslan Chaveddinov (en), le chef de projet de la FBK, en 2015 avant de divorcer.